# Storsjön (Gästrikland)
 For alternative betydninger, se Storsjön (flertydig). (Se også artikler, som begynder med Storsjön)
Storsjön er den største sø i landskapet Gästrikland i Gävleborgs län Sverige. Den største del af søen ligger i Sandvikens kommun, mens den østligste del ligger i Gävle kommun. En gammel talemåde siger, at søen har "lige så mange øer som året har dage" hvilket ikke skal tolkes bogstaveligt, men der er omkring 150 øer i søen, der er rig på fisken sandart. Storsjön er de fleste steder mellem 2 og 5 meter dyb, men har en maksimumdybde på 15 meter.
Der er gamle kilder, som har gjort gældende, at Storsjön tidligere har gået under navnet Odensjön. Dette kan muligvis bevises af et 1600-talskort, hvor Gavleån, som løber gennem Gävle, benævnes Odensjöströmmen ved dens udløb.
Ved Storsjöns nordbred ligger byen Sandviken.

## Badesteder
Der tages vandprøver ved disse badesteder i Storsjön:
- Hedåsbadet, Sandviken
- Strandbaden, Årsunda.
- Sörtuttsbadet, Sandviken